# 김지연 (1979년)
김지연(1979년 2월 18일 ~ )은 대한민국의 배우, 모델이다.

## 생애
초등학교 4학년부터 중학교 3학년까지 리틀엔젤스예술단에서 활동했으며 선화예술고등학교를 졸업하고 영국 런던 예술대학교 산하 런던 칼리지 오브 패션에서 유학 생활을 했다. 1995년 여름에 방학을 맞아 대한민국에 잠시 귀국하여 서울에서 광고 전문 모델로 캐스팅되면서 대학교를 휴학하고 연예계에 데뷔했다. 1996년에 방영된 MBC 월화 미니시리즈 《1.5》, 1997년에 개봉된 영화 《불새》에 출연하면서 청순하고 도도한 아름다움, 끼가 넘치는 연기력으로 주목을 받았으며 영국 런던 칼리지 오브 패션, 전남과학대학교 모델학과를 졸업했다. 2002년에 연예계에서 은퇴한 것으로 추정된다.

## 학력
- 선화예술고등학교 졸업
- 런던 칼리지 오브 패션 졸업
- 전남과학대학교 모델학과 졸업

## 출연 작품

### 드라마
| 연도   | 방송    | 제목                                      | 역할               |
| ------ | ------- | ----------------------------------------- | ------------------ |
| 1996년 | MBC     | 월화 미니시리즈 《1.5》                   | 예진 역            |
| 1996년 | MBC     | 특집 드라마 《강가에 앉아서 울다》        | 정숙의 딸 역       |
| 1997년 | MBC     | 아침드라마 《사랑과 이별》                | 이수의 여자친구 역 |
| 1998년 | KBS 2TV | 월화드라마 《진달래꽃 필 때까지》         | 김승희 역          |
| 2001년 | MBC     | MBC 베스트극장 《열병》                   | 지윤 역            |
| 2001년 | KBS 2TV | KBS 드라마시티 《러브 미 텐더》           | 영주 역            |
| 2001년 | MBC     | 일일연속극 《매일 그대와》                | 정지연 역          |
| 2002년 | MBC     | MBC 베스트극장 《하늘 아래 첫 번째 연인》 | 민아 역            |

### 영화
| 연도   | 제목     | 역할    |
| ------ | -------- | ------- |
| 1997년 | 《불새》 | 현주 역 |

### 광고
| 광고주               | 브랜드                    | 종류       |
| -------------------- | ------------------------- | ---------- |
| 한불화장품           | 두앤비 롱래쉬 마스카라    | 화장품     |
| 진로종합식품         | 진가미숫가루              | 음료       |
| 해태제과             | 칼로리바란스              | 비스킷     |
| 태평양(아모레퍼시픽) | 비타민샴푸                | 헤어케어   |
| 남영나이론(비비안)   | 비비안 볼륨업브라         | 란제리     |
| 빙그레               | 엔초                      | 아이스크림 |
| 린나이코리아         | 린나이 가스 보일러 디지텍 | 보일러     |